# 甲府市中心市街地活性化基本計画
甲府市中心市街地活性化基本計画（こうふえきちゅうしんしがいちかっせいかきほんけいかく）は、山梨県甲府市で2008年（平成20年）11月から2020年（令和2年）3月まで事業化されていた甲府駅周辺整備のことである。

## 概要

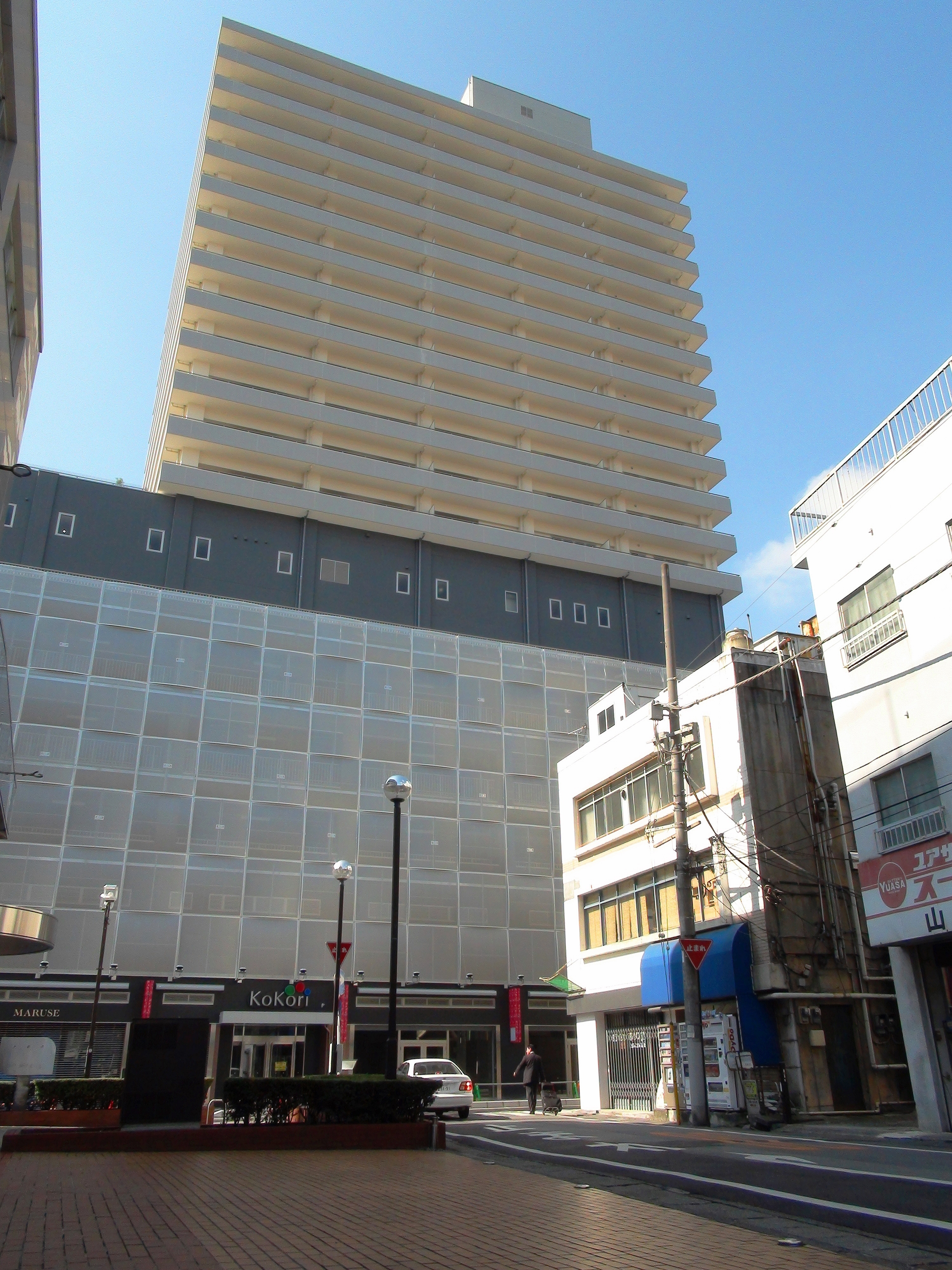
ココリ（2010年9月1日撮影）

バブル景気以前の山梨県の商業地は甲府駅周辺が中心であり、岡島百貨店と山交百貨店、甲府西武、ダイエー甲府店といった大型店舗が集中し、また甲府中央商店街などいくつかの商店街が軒を連ねていた。特に1986年（昭和61年）に開催されたかいじ国体に関連して甲府駅周辺の整備が行なわれると、駅舎建て替えによりエクランが開業したのを皮切りに岡島百貨店の増床や山交百貨店の改築などが続き、最盛期を迎えた。
しかし1990年代になるとバブル崩壊に関連して消費が落ち込み、商店街は急激な地価下落に見舞われた。さらに郊外にショッピングセンターや総合スーパーが開業すると、道幅が狭いため渋滞が発生しやすく、かつ駐車場が不足する当地域の問題が浮き彫りとなり、自家用車での買い物客を遠ざける原因になった。
そこに追い討ちを掛けるように、1998年（平成10年）2月には3つあった百貨店の1つである甲府西武が閉店、1999年（平成11年）11月にはダイエー甲府店から業態変換していたトポス甲府店が後を追うように閉店するなど閉鎖や撤退が相次ぎ、これにより1999年から2004年までの5年間の間に中心商店街の総売上は4割減少し、また店舗数も3割減少したため、一気にシャッター通り化した。
この状況に対し山梨県や甲府市、商工会などは再活性化を目的に計画を立ち上げ、まず2004年（平成16年）3月23日に甲府駅北口がシビックコア地区整備制度の策定を受けたことで整備が始められ、2008年（平成20年）11月11日に中心市街地活性化法の認可を受け本格的に事業を開始。
第1期は2008年（平成20年）11月から2013年（平成25年）3月までを活性化法の期限とし、その後2014年（平成26年）10月までの期限延長を行なった。2014年10月17日に第2期の事業承認を受け、2020年3月まで事業が進められた。

## 区域
以下の地域が基本計画の整備対象に指定されている。
- 相生（一丁目、二丁目の一部）
- 朝日（一丁目から五丁目の一部）
- 愛宕町（一部）
- 北口（一丁目から三丁目の一部）
- 宝（一丁目の一部）
- 武田（一丁目、二丁目の一部）
- 中央（一丁目の全域と二丁目、四丁目の一部）
- 丸の内（一丁目の全域と二丁目、三丁目の一部）

同じ区域でも対象と対象外の範囲があり、たとえば北口地区を見ると既存建築物である山梨文化会館は区域内であるため計画の対象に含まれるが、山梨一の高層建築物であるセインツ.25は区域から除外している。また、朝日地区は朝日通りの箇所のみ、愛宕町は中央線沿いのみで山梨英和中学校・高等学校は含まれていない。

## 第一期基本計画により実施された事業

### 北口整備

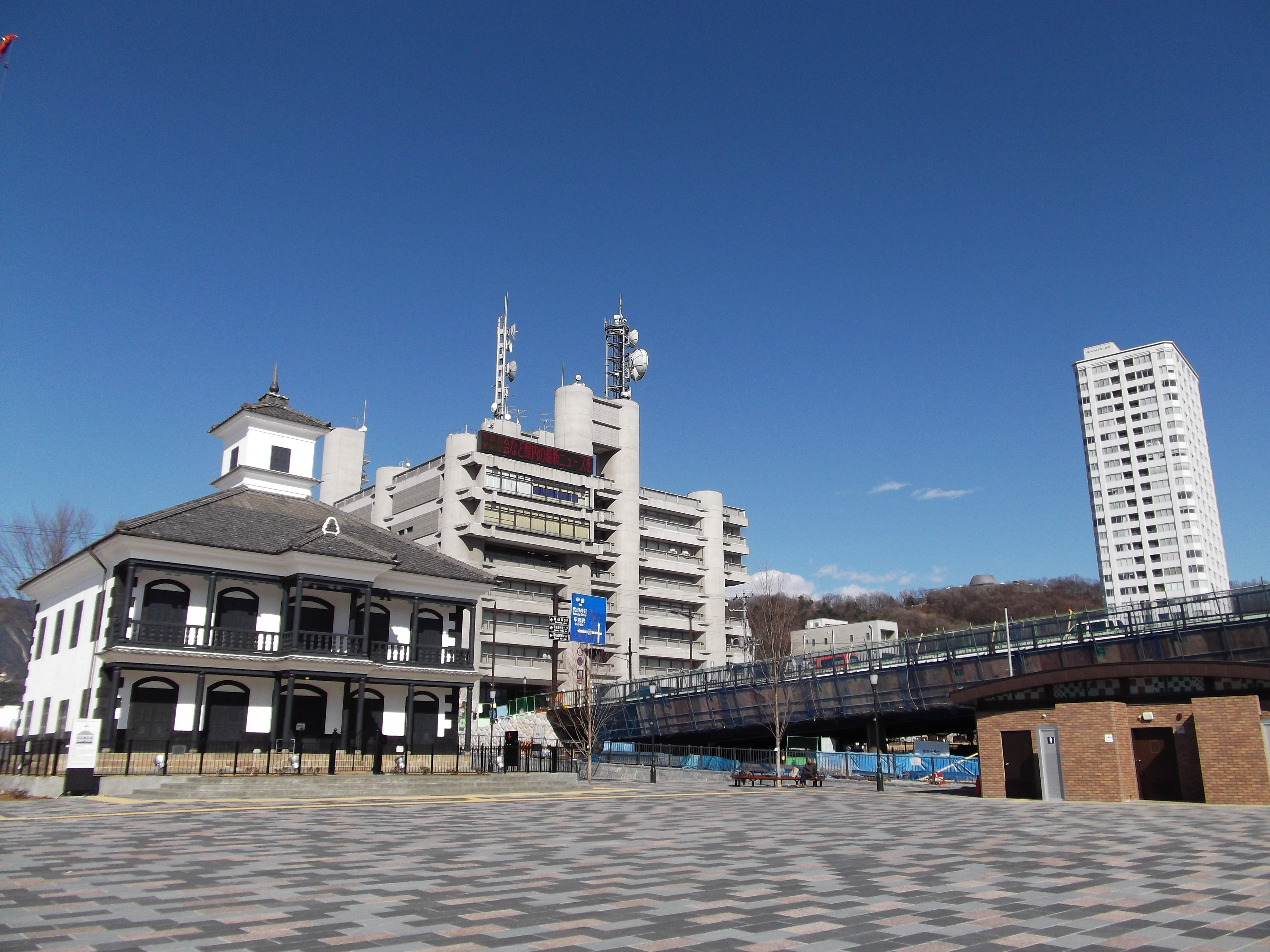
甲府駅北口より北東を望む。
手前のスペースがよっちゃばれ広場。
2011年3月撮影。

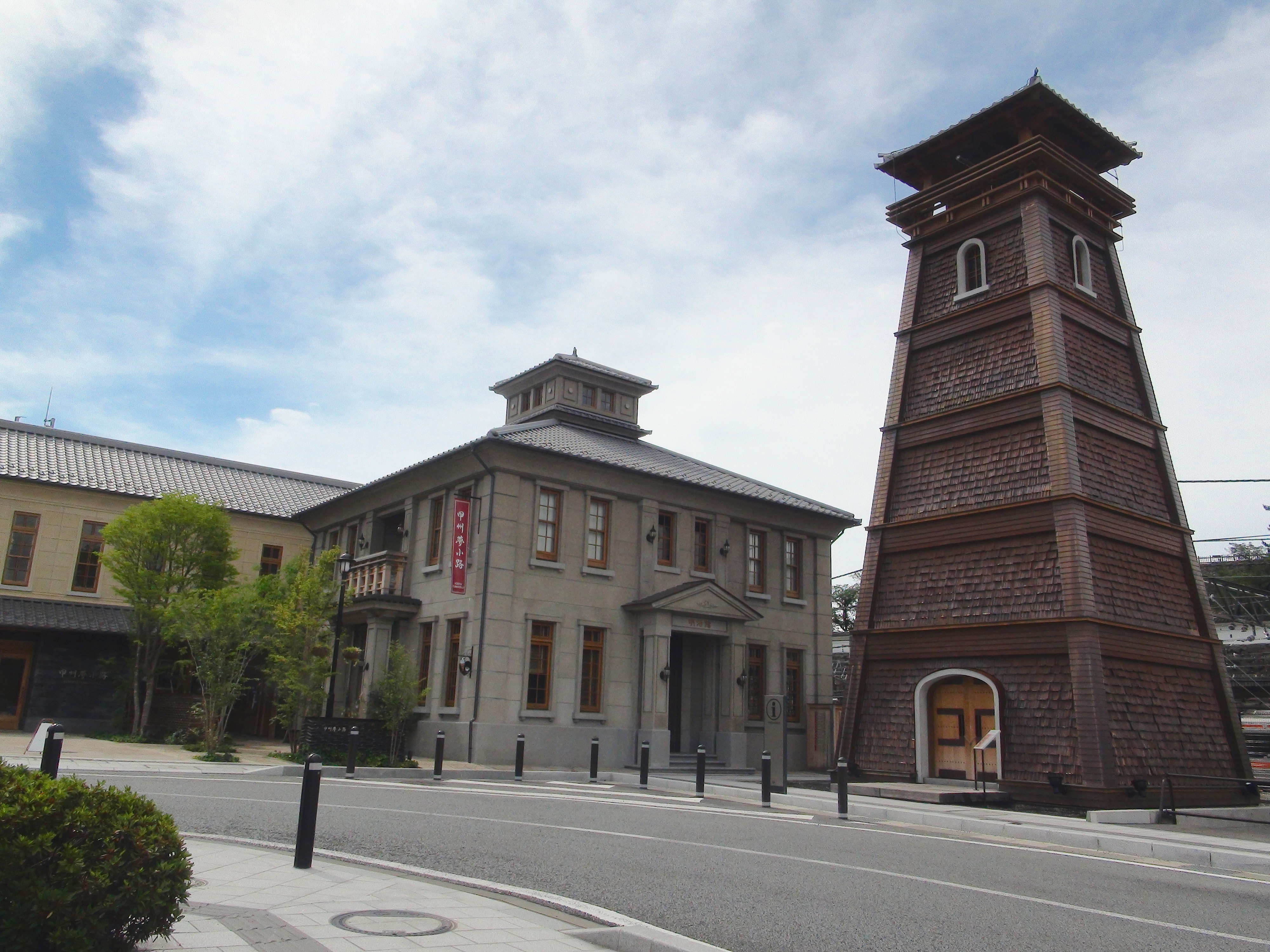
甲州夢小路に再建された時の鐘。
2014年7月撮影。

元々当所には国鉄が所有していた甲府機関区および広大な県有地があり、田邊圀男知事時代に県有地に山梨県民文化ホールの建設構想が持ち上がったものの1979年の県知事選挙で田邊は敗れ、代わりに知事に就任した望月幸明によって計画は白紙となった（その後県民文化ホールは別の場所に建てられている）。また、甲府機関区が国鉄末期の合理化により閉鎖されたことでこの場所も空き地となったことから「活気ある山梨づくり」政策を掲げげていた望月知事はこのこの跡地を再開発しようとバブル景気の中国鉄清算事業団から高額で買収し、既存の県有地を含め再開発に着手しようとした。しかしその後バブル崩壊の煽りを受けたことで停滞し、またこの時期「幸住県」政策を掲げ経済指標より医療福祉を重視する天野建知事によって望月前知事による計画も白紙となり、暫く北口の土地は更地として放置されることになった。
その後甲府市長であった山本栄彦が知事に就任し、この空き地をシビックコア地区として整備を再開。横内正明知事になってからも事業は継続され、2013年（平成25年）に甲州夢小路がオープンしたことによりシビックコア地区としての整備は一段落している。
中央消防署
甲府地区広域行政事務組合管轄の消防署。同一敷地内で平屋建を2階建に移転改築し、2007年2月に竣工。北口整備で最初に竣工した施設である。
甲府市歴史公園
甲府市により事業着手。廃城と中央本線甲府続伸により解体・分断された甲府城山手御門をかつてと同じ場所に復元したものである。また周辺を芝生広場にすることで北口側から甲府城を眺めることができるよう配慮されている。2007年3月に竣工。
北口駅前広場（新ロータリー）
甲府市により事業着手。旧ロータリーは愛宕町下条線に接続していたが、新ロータリーは武田通りを南側へ延長した上で結ぶことになっている。また甲府駅北口を改修し、ペデストリアンデッキを設置。2010年8月に竣工し、供用を開始した。
よっちゃばれお祭り広場
甲府市により事業着手。駅前ロータリーに隣接する形でイベント広場を整備。また、武田神社内にあった甲府市藤村記念館の移設が行なわれ、再整備のうえ2010年（平成22年）10月より一般公開されている。
NHK甲府放送局
甲府市と日本放送協会により事業着手。同市飯田地区にあった施設を北口駅前広場の西側へ移設。2010年（平成22年）に着工し、2012年（平成24年）5月に供用開始。
甲府地方合同庁舎
国土交通省関東地方整備局により事業着手。甲府税務署や甲府地方法務局などが入居するほか、102戸の単身用公務員宿舎を併設する。2010年（平成22年）に予定通り着工、2012年（平成24年）2月より供用開始した。
山梨県立図書館
山梨県により事業着手。丸の内二丁目（甲府駅南口側）に存在した施設を愛宕町下条線を隔てた北側に建設。当初は多目的ホールやカフェテリアなどを併設した新学習拠点として整備する予定であったが、計画の見直しによりこれらの設備は縮小されている。2010年（平成22年）に着工、2012年（平成24年）11月に開館した。
甲州夢小路
甲府市にある宝石メーカー「タンザワ」により事業着手。大正時代の街並みを再現した観光施設であり、地場産業の物品などを販売する。2013年（平成25年）3月25日にオープンした。
その他
上記以外にも甲府市営の立体駐輪場の整備や雑居ビルの新築、東西に延びる甲府市道愛宕町下条線の拡幅延伸、電線類地中化が行われている。なお、北口に存在したJR東日本甲府総合事務所は南口のエクラン東隣へ移転し、旧建物は解体され跡地はNHK甲府放送局になっている。

### 南口整備

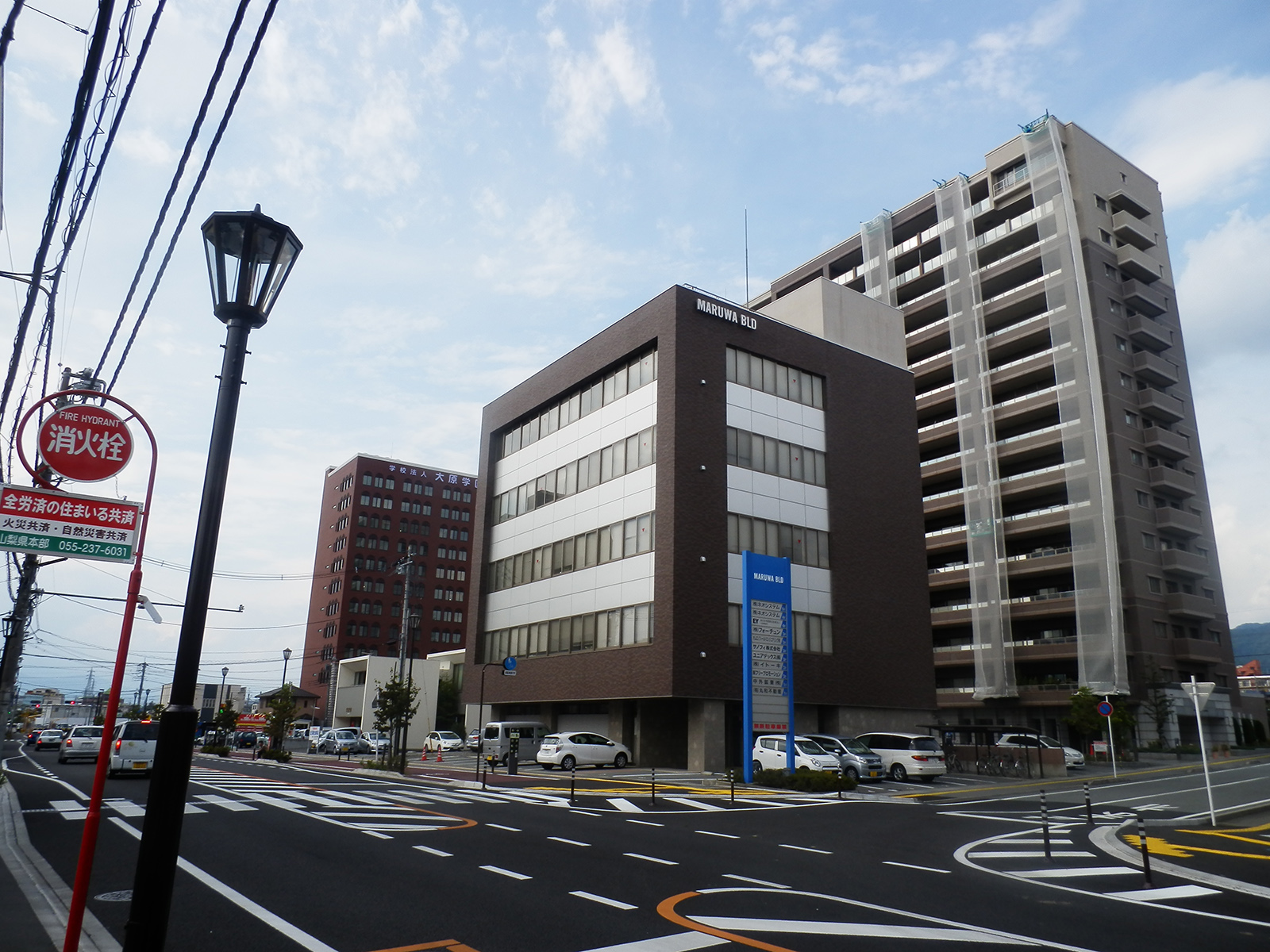
オフィスビルやマンション、専門学校が整備された甲府駅南口西側地区

かつては県内屈指の繁華街であった南口も平成不況と郊外化により大型店舗の撤退と商店街のシャッター通り化に歯止めがかからない状態が続いているため、活性化を図ろうと再開発ビルの建設が行なわれている。
また南口に数多くある官公庁施設の建て替えや改修も財政難や他事業への予算優先などにより遅れており、東海地震などの大災害が発生した場合には建物倒壊などにより機能が麻痺する恐れがあることが指摘されている。そのため山梨県や甲府市などはそれらの施設の建替えおよび改修を行っている。
甲府地方裁判所
老朽化により庁舎の建替えを実施。新庁舎は地上6建地下1階、法廷は裁判員制度に対応した造りとなっている。2009年（平成21年）1月竣工。
紅梅地区再開発ビル「ココリ」
パセオ跡地に商業施設・専門学校・分譲住居の複合ビルを建設。2010年（平成22年）10月に竣工。
甲府市役所
分散かつ分散化した老朽化した庁舎の建替え。2010年（平成22年）5月に仮庁舎へ移転、現庁舎は解体された。新庁舎は2013年（平成25年）5月より業務開始。
山梨県庁舎
庁舎施設のうち、山梨県民会館や山梨県民情報プラザなど老朽化した県施設を解体し、1つの新庁舎（防災新館）として建設。2009年（平成21年）より一部施設の閉鎖・移転が開始されている。2013年（平成25年）11月に竣工し、山梨県警察などが入居している。

## 第二期基本計画により実施された事業

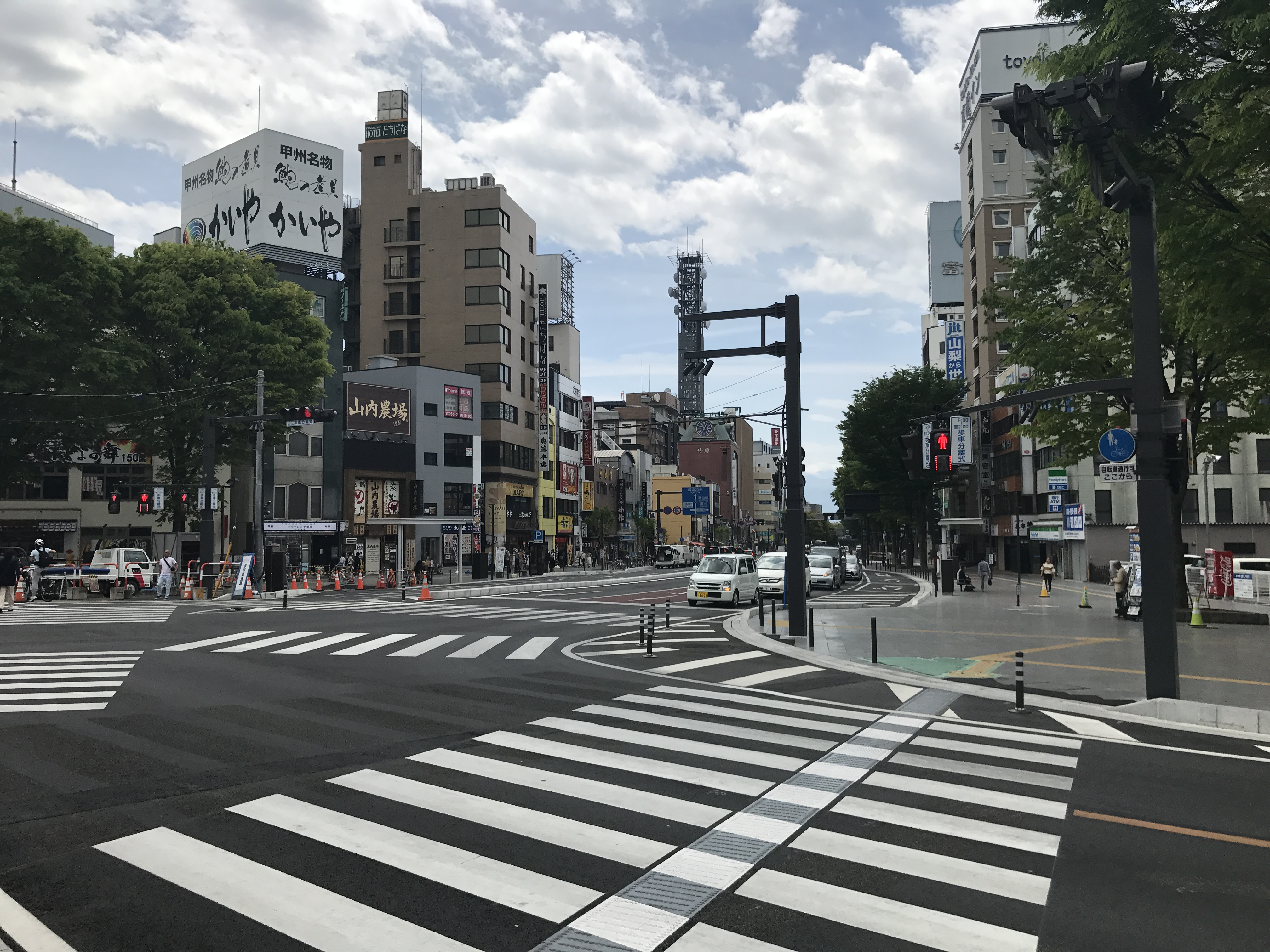
南口より平和通を望む。ターミナルと通りを結ぶ交差点がスクランブル化され、また通り左側にあったアーケードが撤去され開放的になっている。

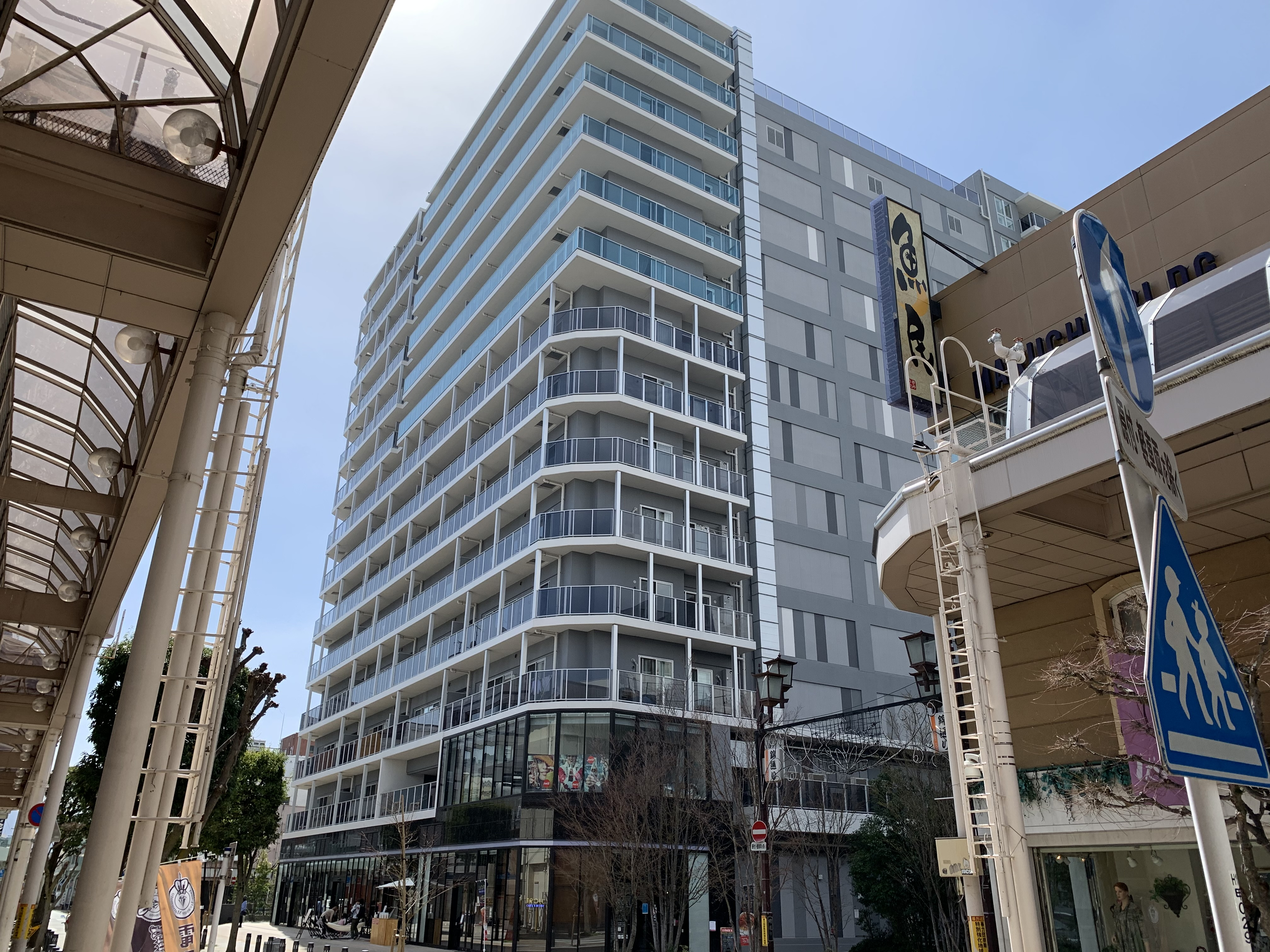
甲府銀座ビル跡地の再開発で建設された「デュオヒルズ甲府」

南口再整備
かつて南口にはかいじ国体の際に整備されたロータリーがあり、甲府駅バスターミナルの各のりばへ行くにはロータリーにある横断歩道を渡らなければならなかった。そのため交通量が増えるラッシュ時間帯においてロータリーを利用するバスやタクシー、一般自動車と歩行者で横断歩道一帯は非常に混雑した。また南口周辺はかいじ国体の際の整備以降主だった整備がされておらず、雑然とした雰囲気となっていたことから、北口に続き南口も再整備が検討されていた。2012年の知事年頭会見で横内正明知事は重点課題として南口整備を挙げており、主な内容としてロータリーを自家用車用とバス・タクシー用に分離し、バスターミナルへの横断歩道の解消やペデストリアンデッキまたは地下歩道の設置によりバスターミナルから駅を迂回せず直接平和通りへ往来できるようにするなどの計画が立てられていた。
2014年に平和通り沿い東側にある「ファンシーロード8番街」のアーケード撤去が行われ、2015年には甲府駅バスターミナルの改修に着手、2017年8月9日に新ターミナル案内所が開設したことで南口再整備は完了した。
駐輪場増設
甲府市が2009年に行なった調査によると甲府駅南口における自転車需要は約1600台であったが、2013年11月時点で南口にある駐輪場の収容数は合計775台しかなく、駅周辺では放置自転車が常態化していた。第一期では北口側の駐輪場新設が行われたが、第二期では南口側の駐輪場新設にも着手。2013年より一般車専用駐車場のロータリー新設にあわせ南口駐輪場の地下化工事が開始され、2015年6月に地下駐輪場および一般用駐車場ロータリーが完成、南口周辺の駐輪場収容数は1685台まで増えている。さらに地下駐輪場付近に原動機付自転車用駐輪場、甲府城北西側にも駐輪場を新設し、需要増に対応する。
甲府銀座ビル跡地再開発
2009年の完全閉鎖以降空きビルになっていた甲府銀座ビルを東京都の不動産会社「アクロス」が買収し、マンションを主体とした再開発ビルの建設に着手。「デュオヒルズ甲府」としてアクロス、フージャースコーポレーション、東京ガス山梨との共同事業で2014年12月に着工し、2018年2月に竣工。マンション部分の分譲を開始している。

## 計画されていた事業
情報発信拠点
山梨県立図書館の規模が縮小され、それにより空いた図書館北側の県有地を活用するため情報拠点を整備する構想が挙がっていた。山梨県より選定された複数の企業により事業着手され、主要企業として日本電気（NEC）が名乗りを挙げていたが、2008年後半から発生した世界同時不況により2009年2月に凍結、NECも自社の経営難から撤退し、事実上白紙化された。
甲府城天守閣整備
現在天守台のみとなっている甲府城天守閣の建設に向けて有志により署名活動が実施されている。現時点では計画の対象外であるが、基本計画の範囲内であることから事業に組み込まれる可能性がある。但し、甲府城の天守閣の有無について発掘調査により瓦は出土されたが設計図や天守閣を描いた絵画などの明確な史料が未だ見つかっておらず、有識者などから慎重な意見が出ていることから事業化されていない。

## 計画による効果
甲府市による2019年（令和元年）の定期フォローアップによると、以下の結果となっている。
- 区域内の空き店舗は第一期開始前の2007年（平成19年）時点では254、第二期開始時点での2013年（平成25年）時点では231であったが、2018年（平成30年）には159まで減少している。
- 歩行者通行量は2013年（平成25年）時点では151,626人であったが、2015年（平成27年）には129,884人まで減少した。しかしその後は増加に転じ、2018年（平成30年）は142,569人となっている。
- 歴史公園南の歩行者通行量は2013年（平成25年）は2,877人であったが、2018年（平成30年）は5,816人と倍増している。

## 画像一覧

### 竣工後の画像

#### 北口

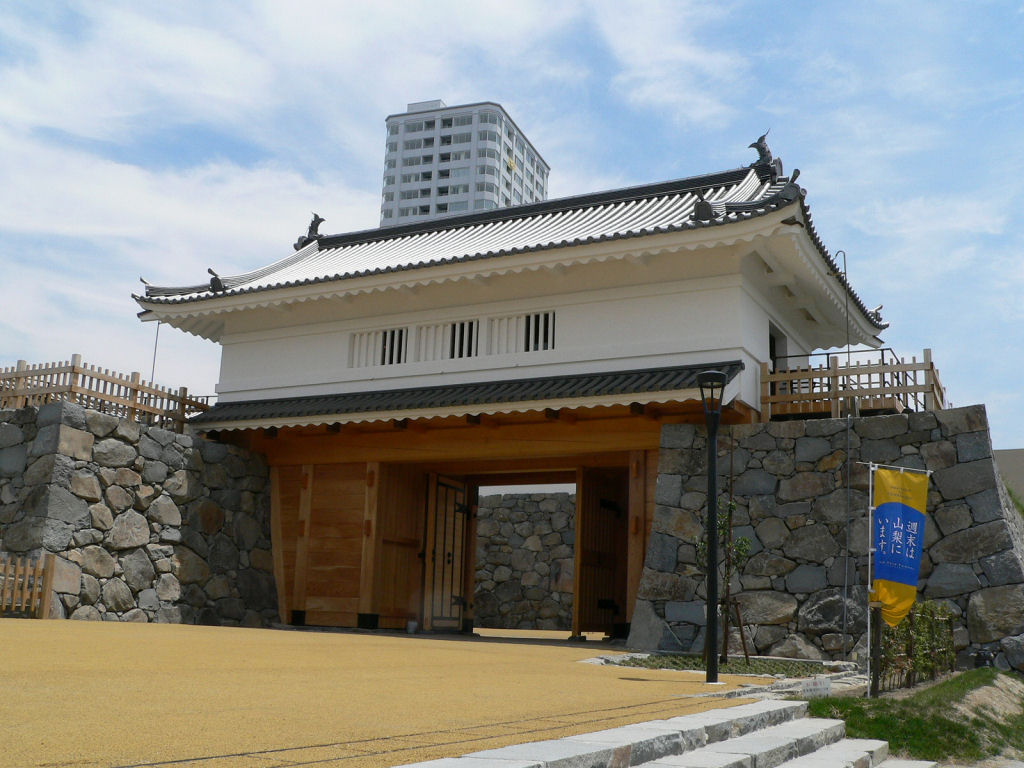
甲府城山手御門
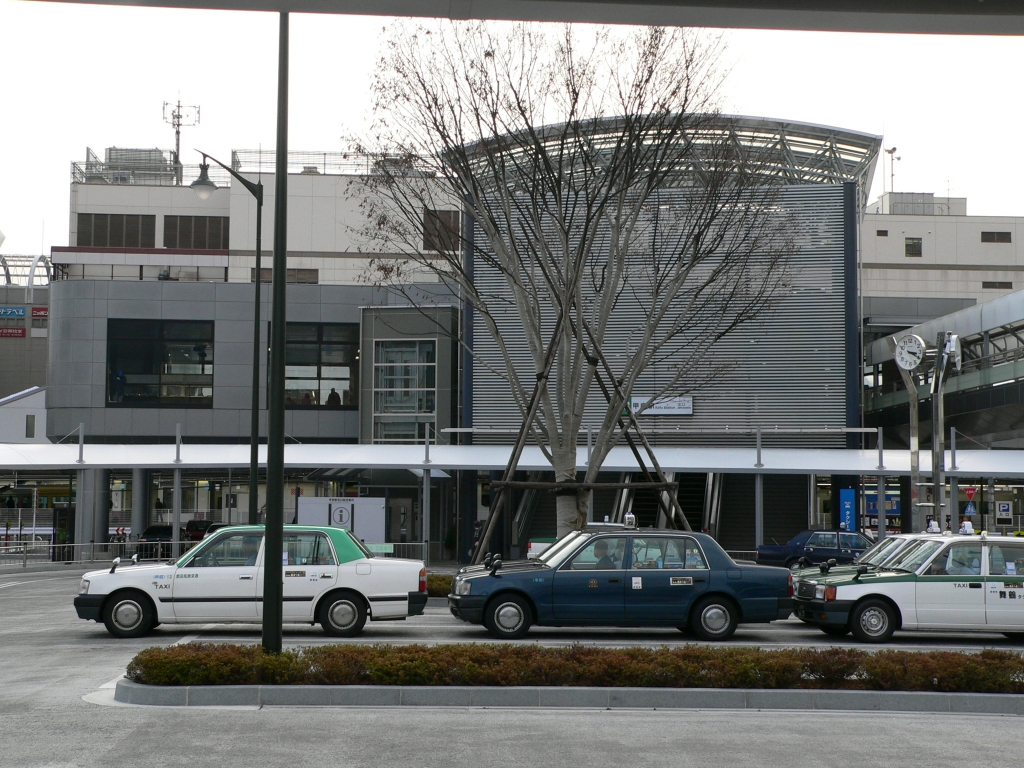
甲府駅北口（奥）と駅前ロータリー（手前）
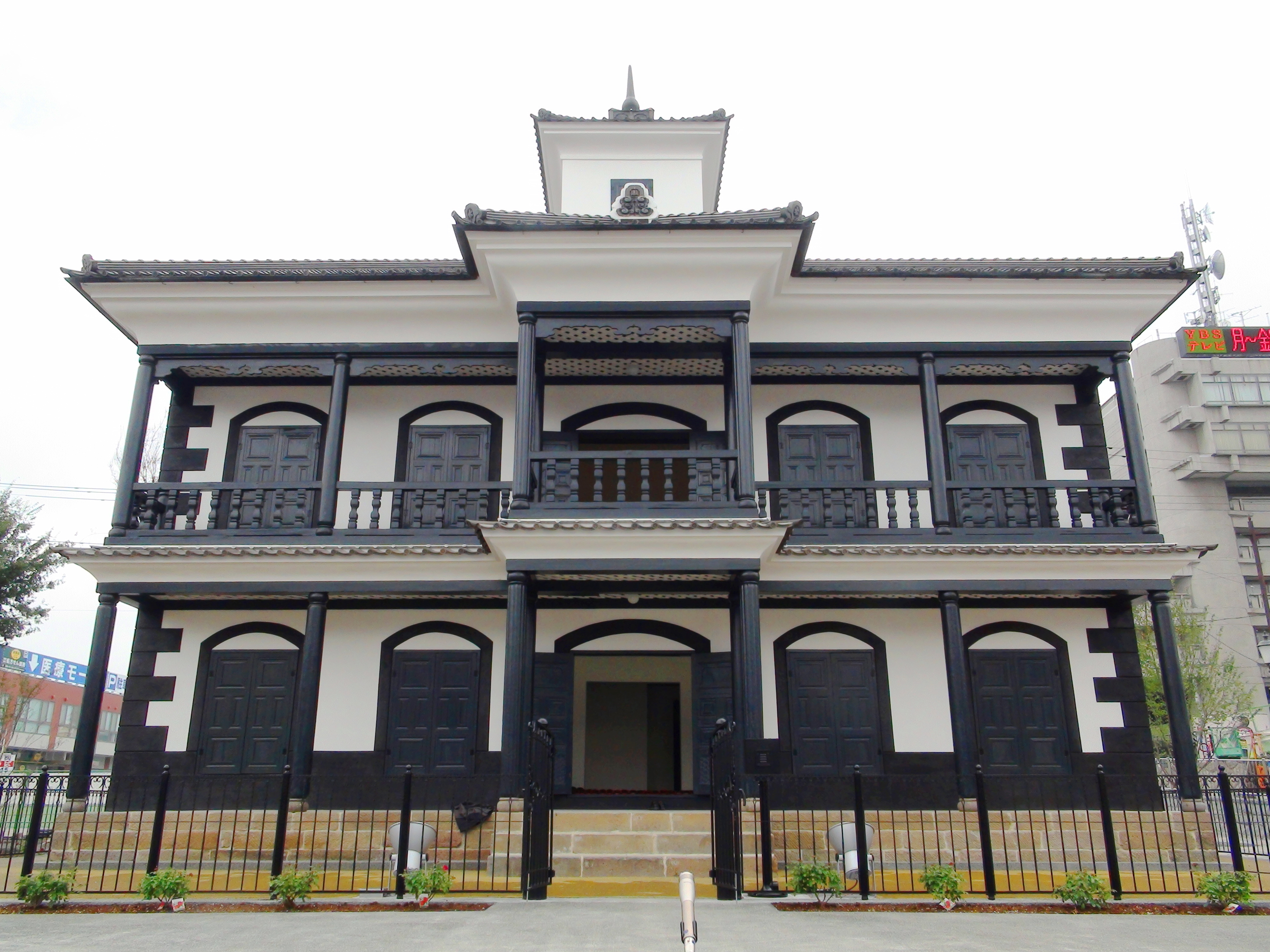
藤村記念館（睦沢学校）
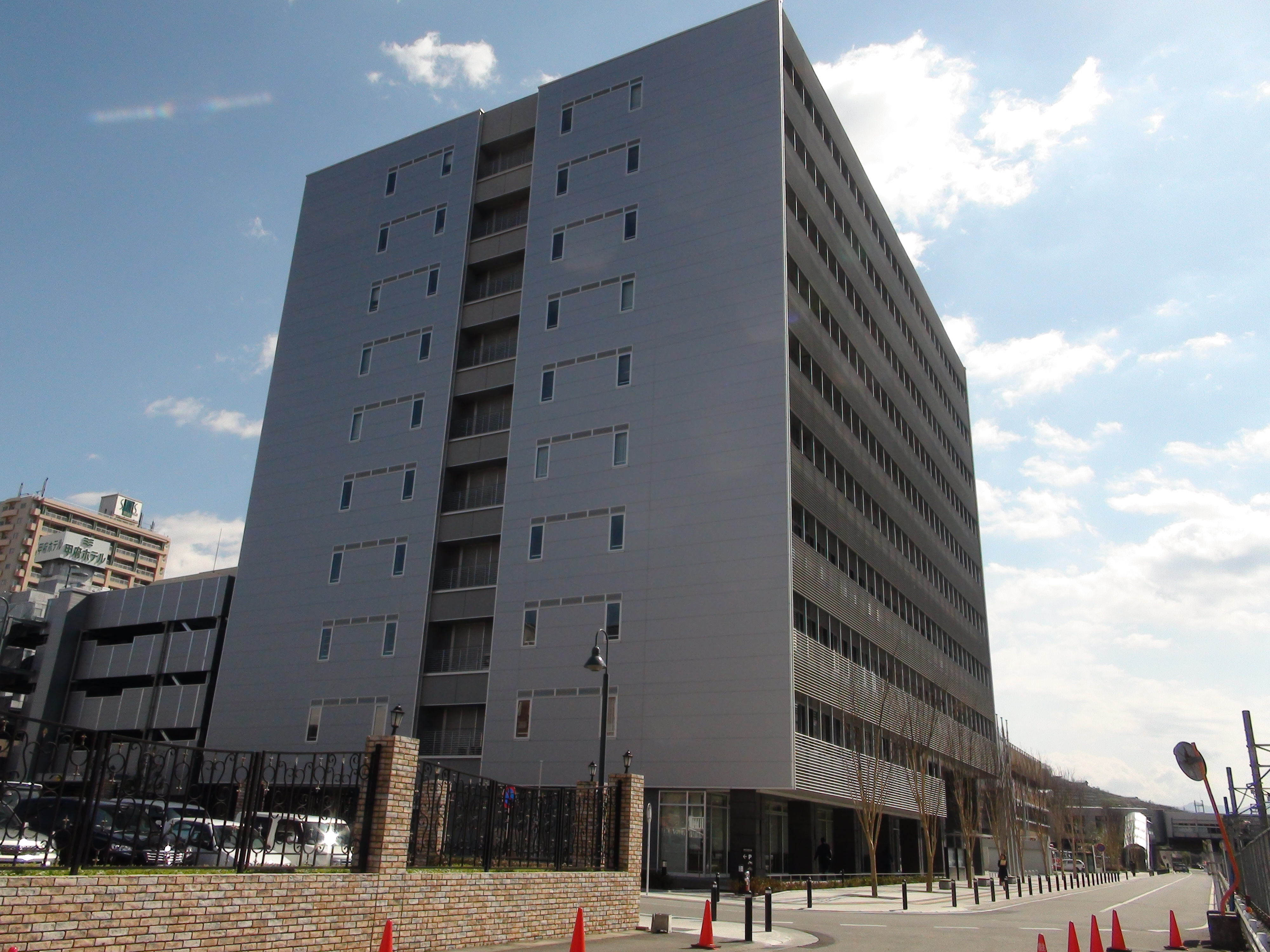
甲府地方合同庁舎
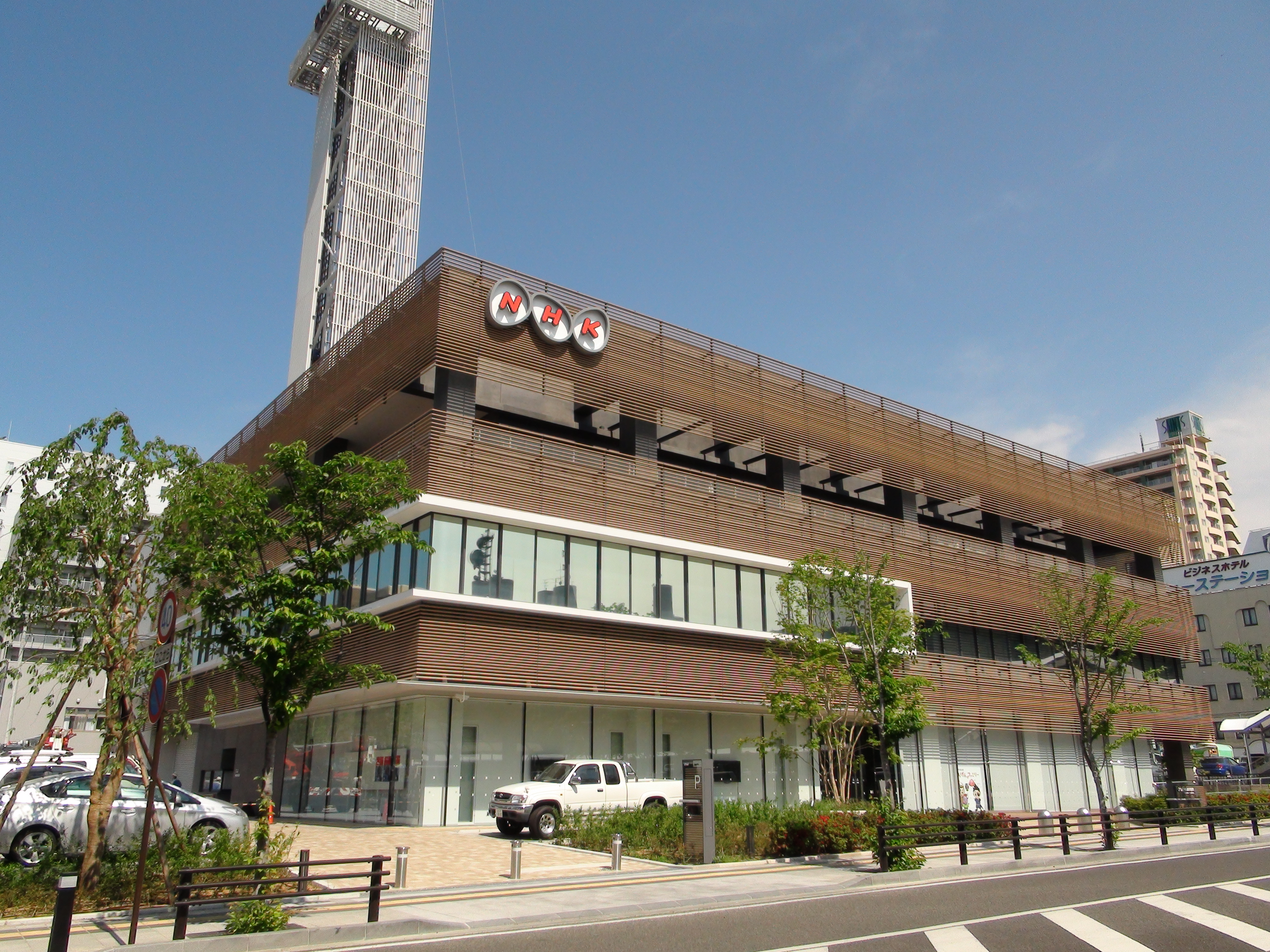
NHK甲府放送局新局舎
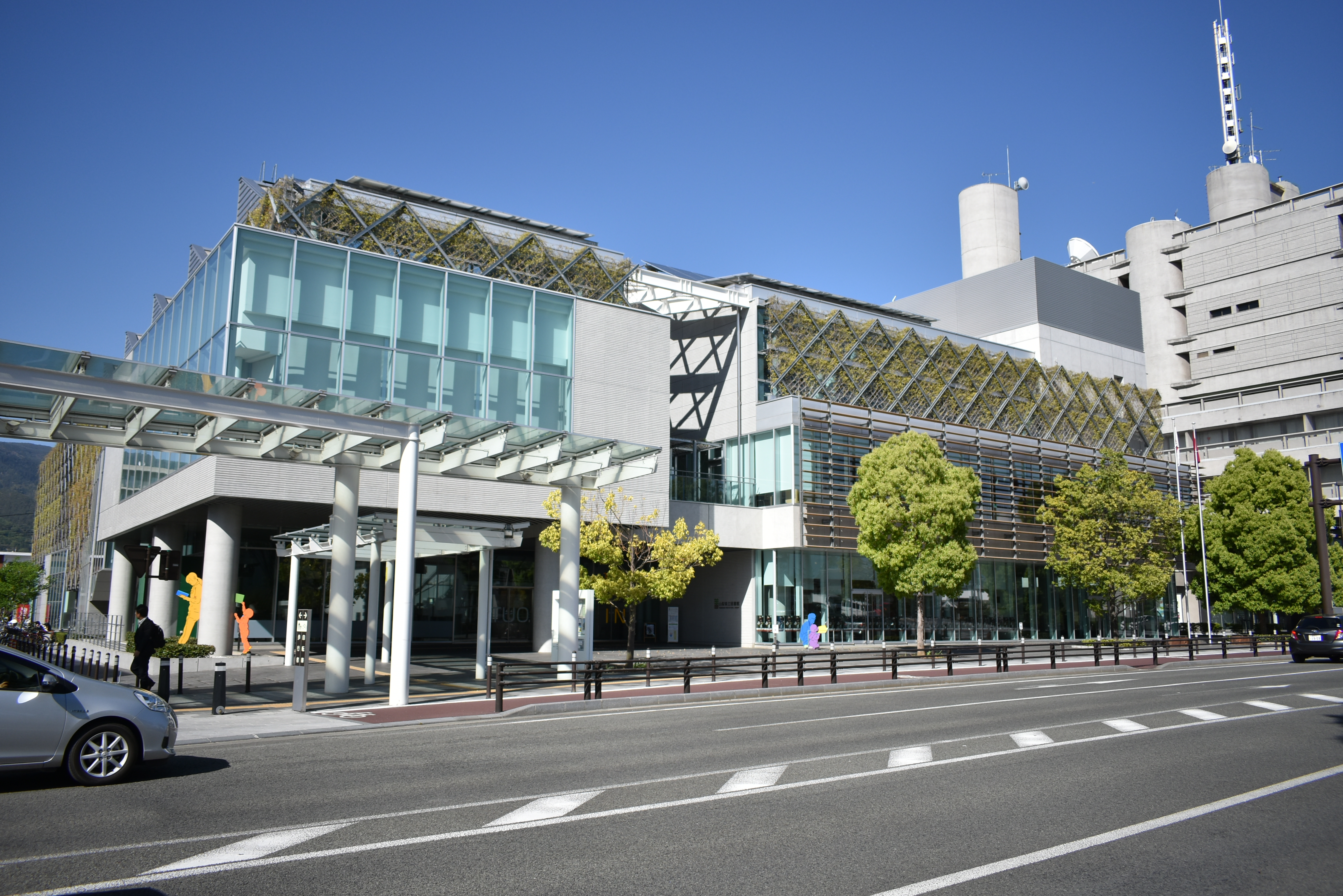
山梨県立図書館
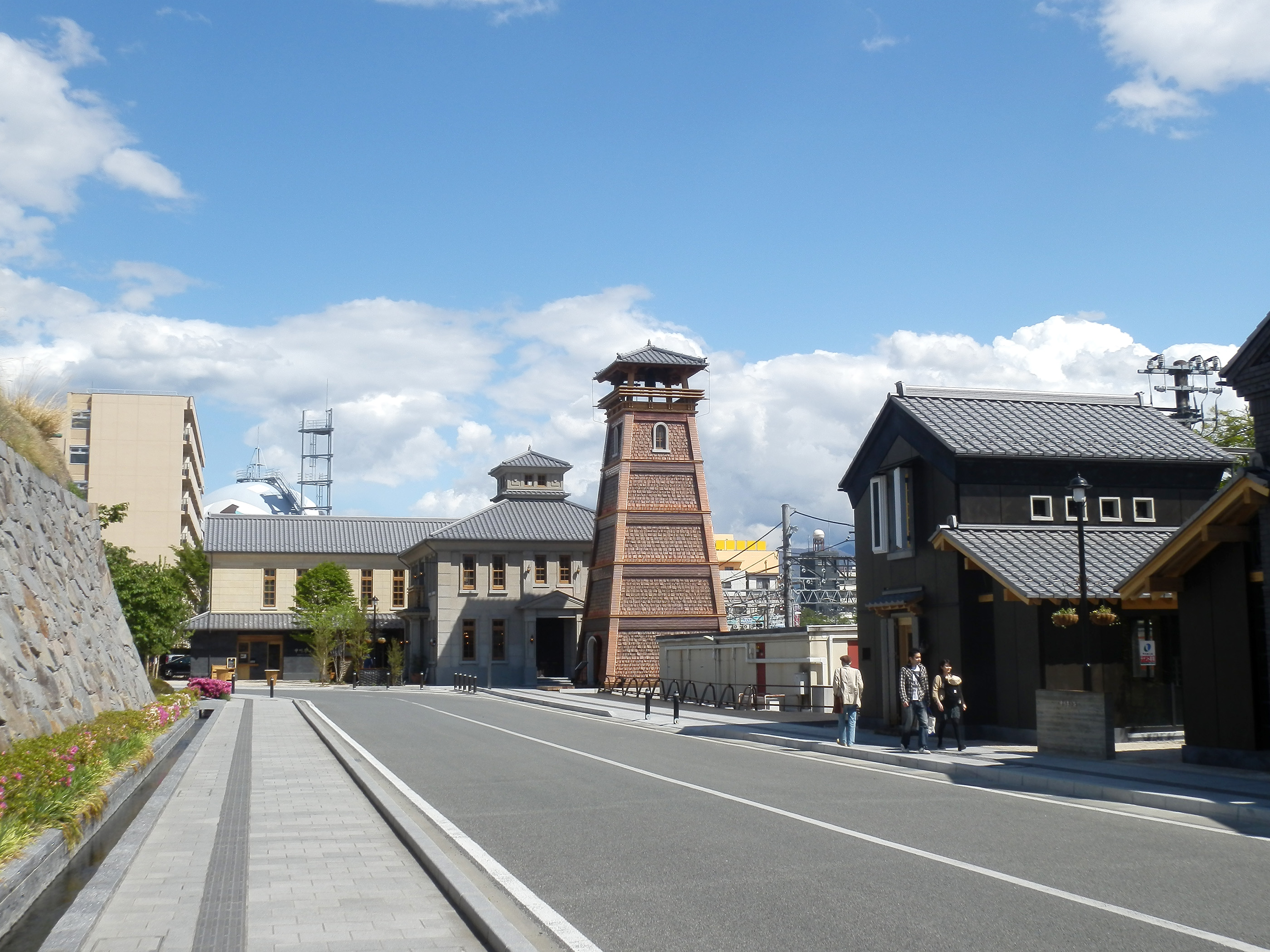
甲府夢小路

#### 南口

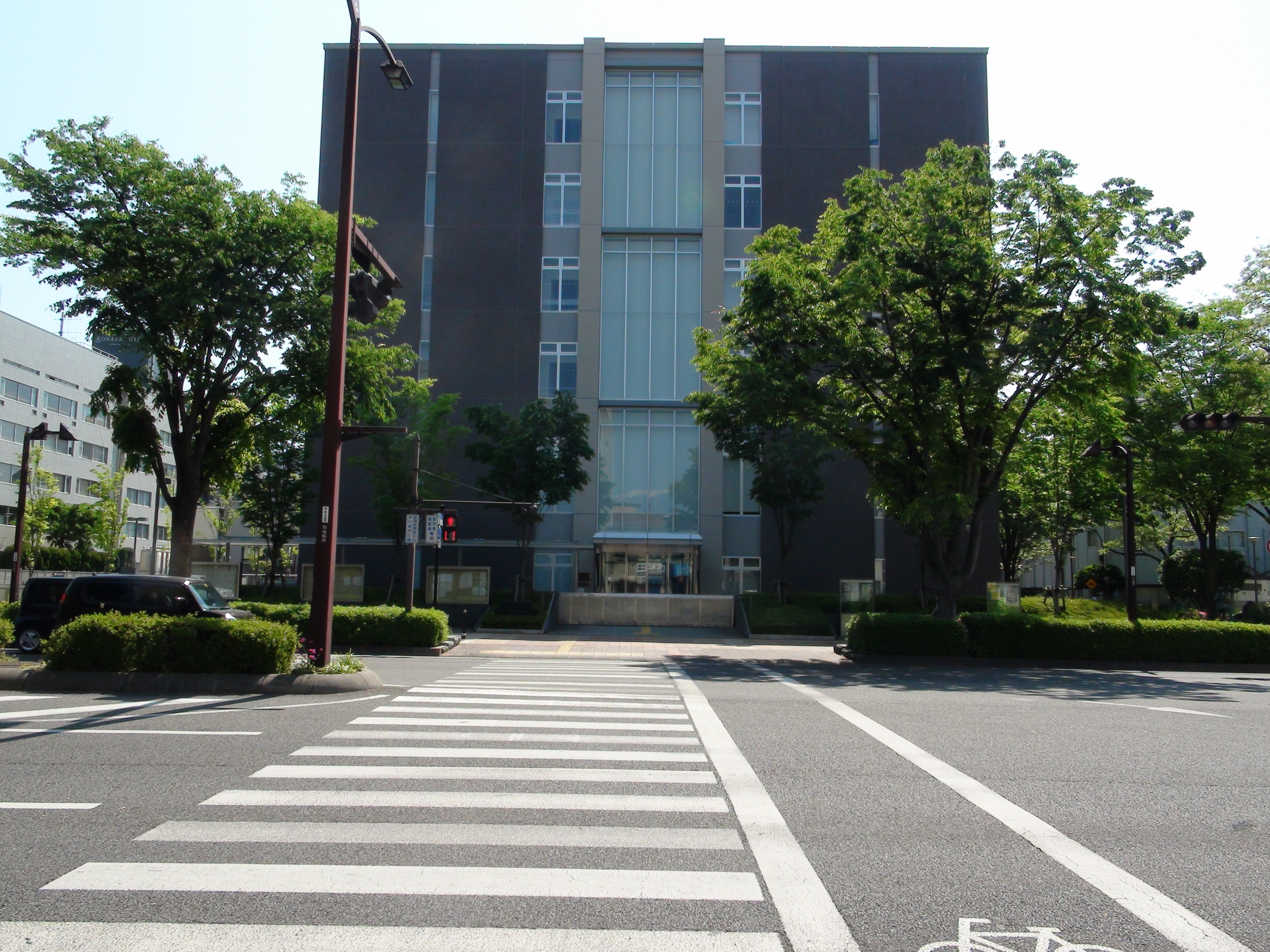
甲府地方裁判所
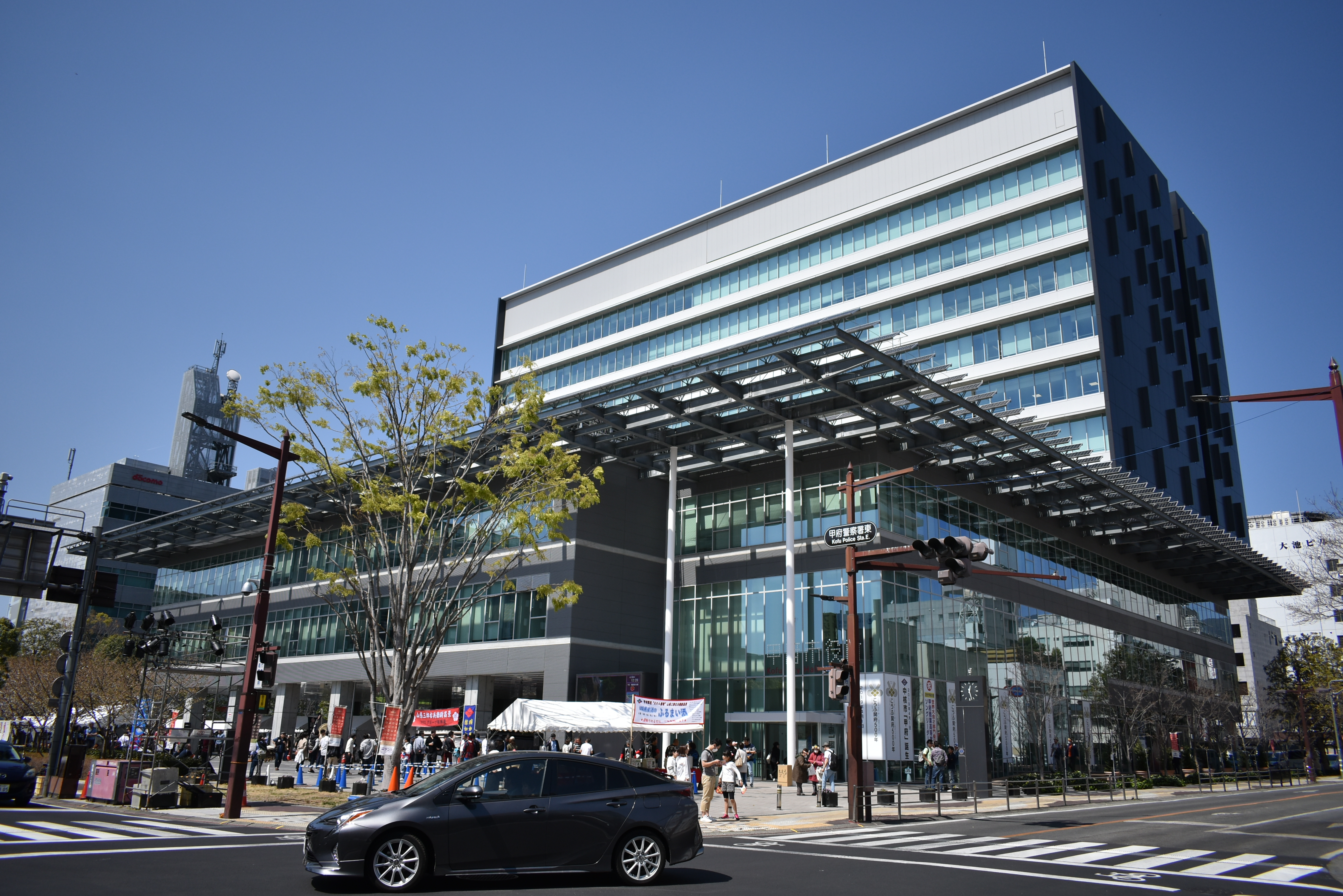
甲府市役所
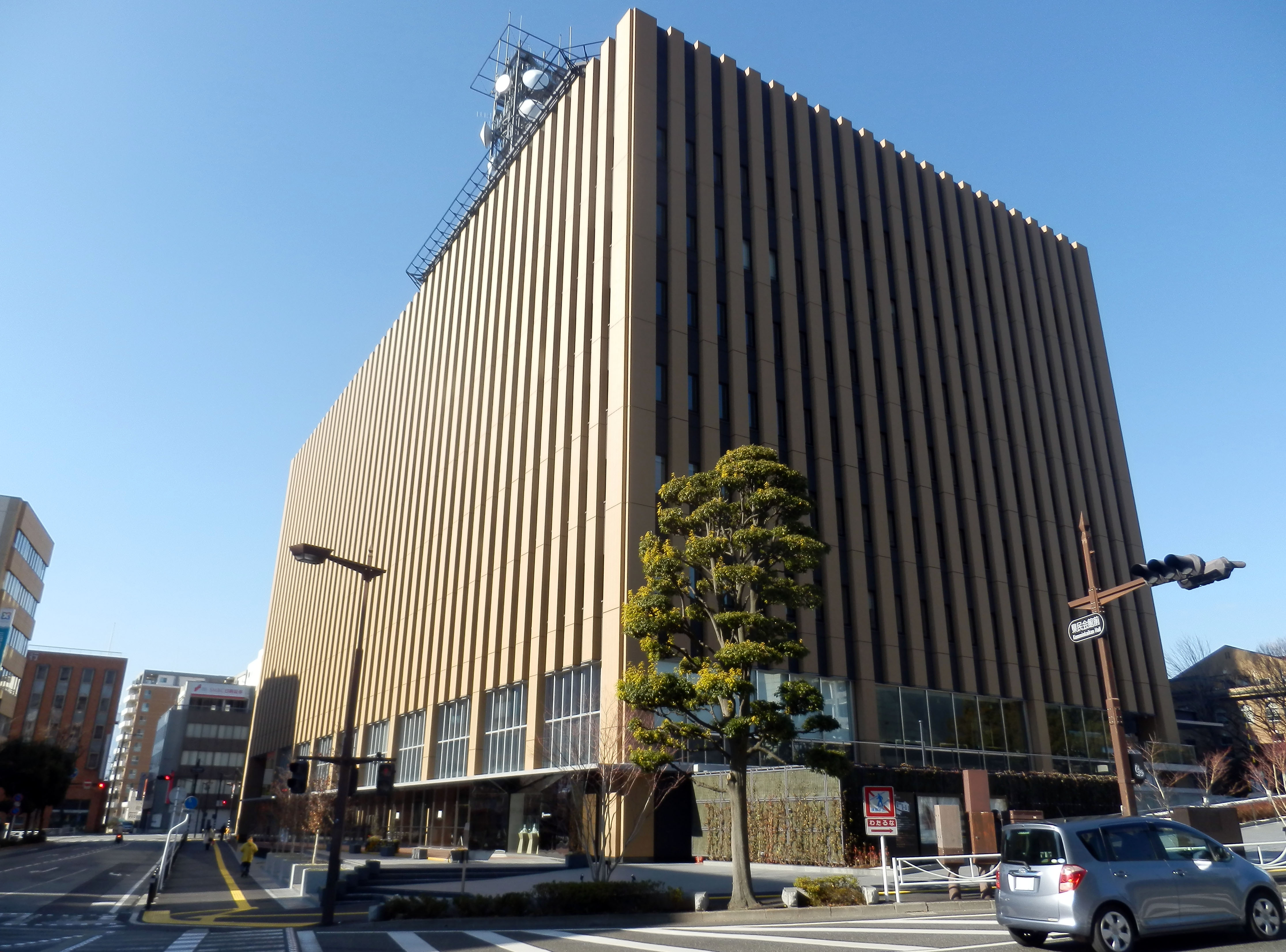
山梨県庁防災新館

### 工事中当時の画像

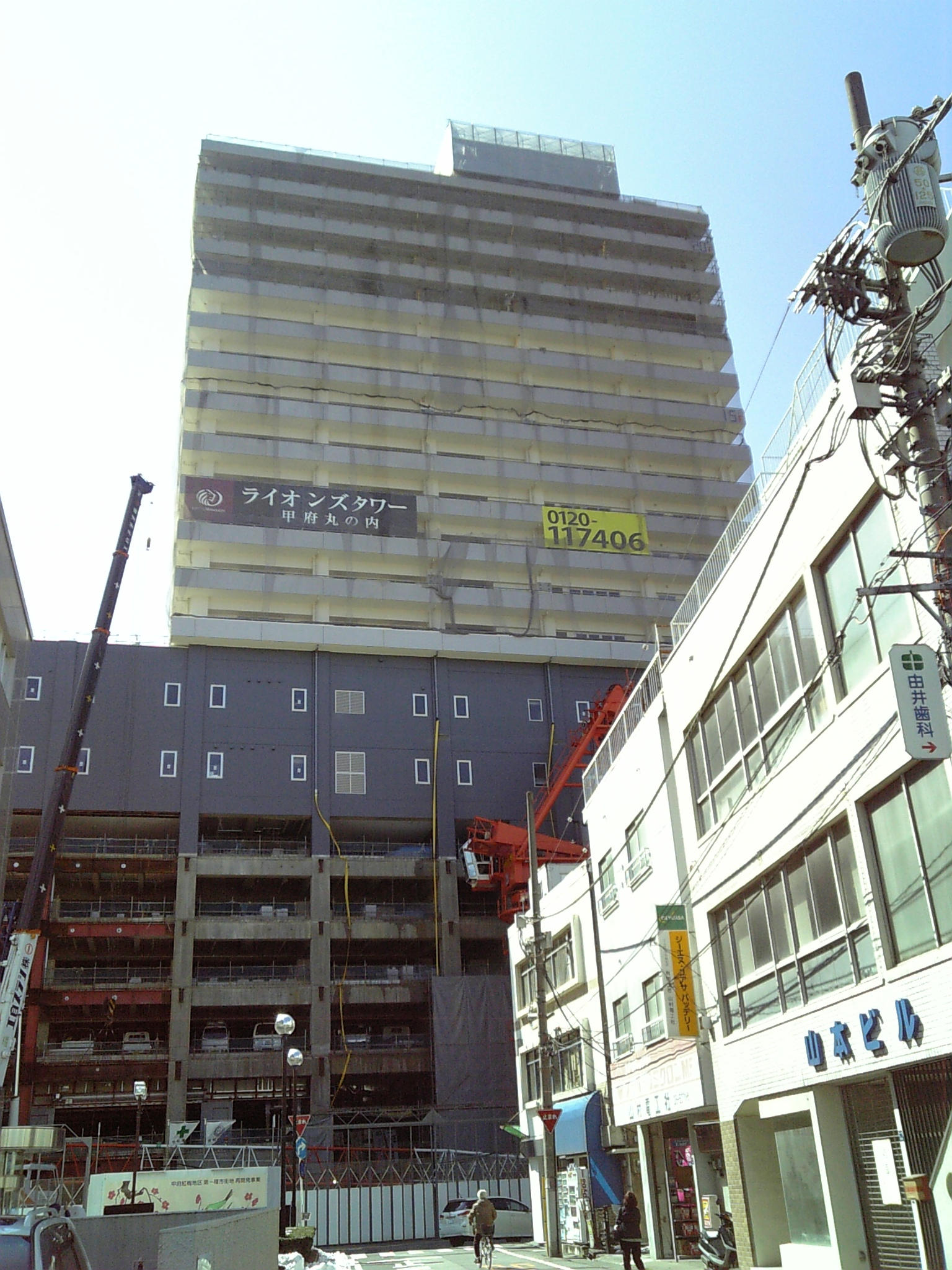
工事が進められているココリ（2010年3月撮影）
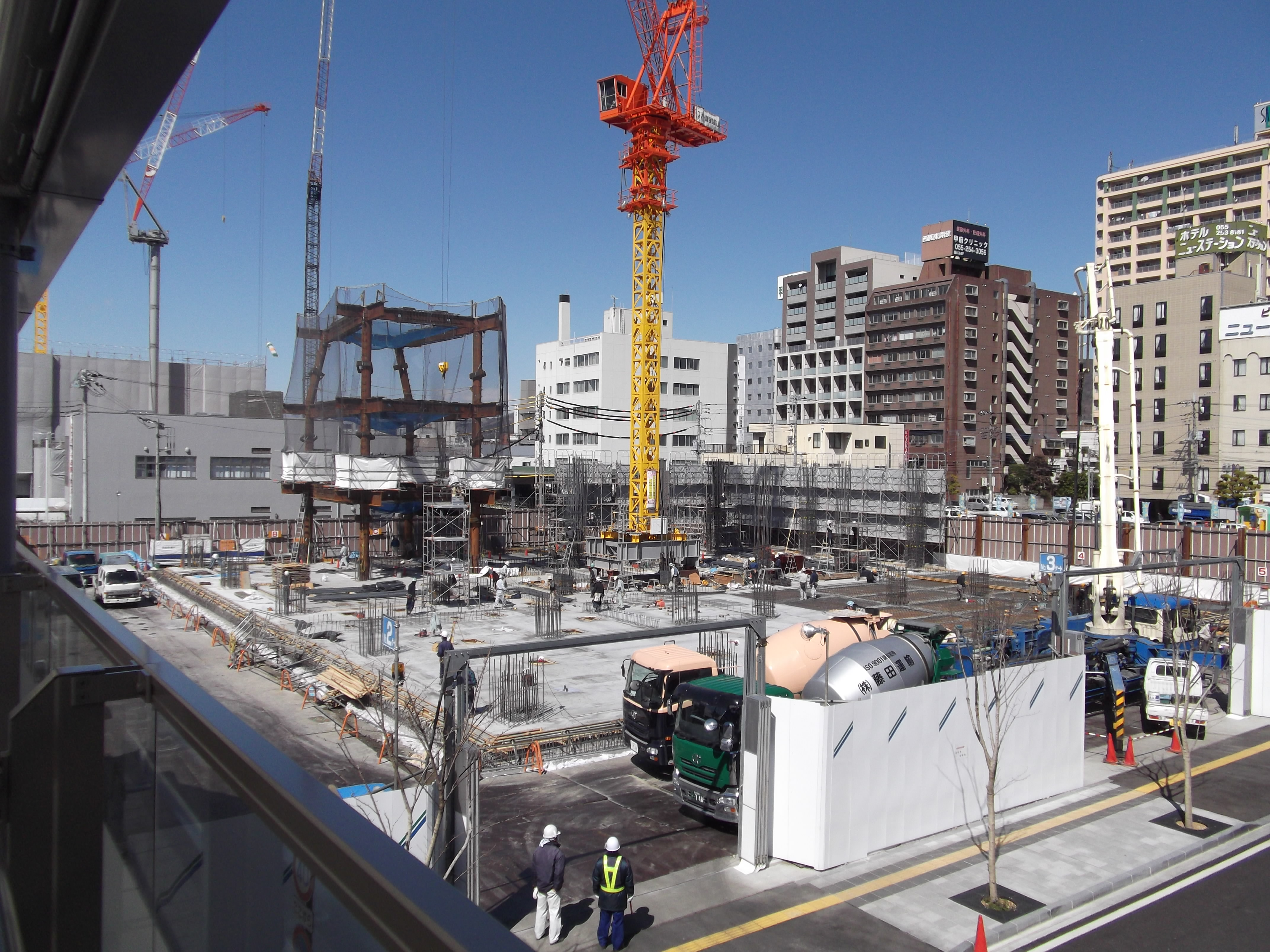
工事が進められているNHK甲府放送局新局舎（手前）と甲府地方合同庁舎（左側奥）（2011年3月ペデストリアンデッキ上より撮影）
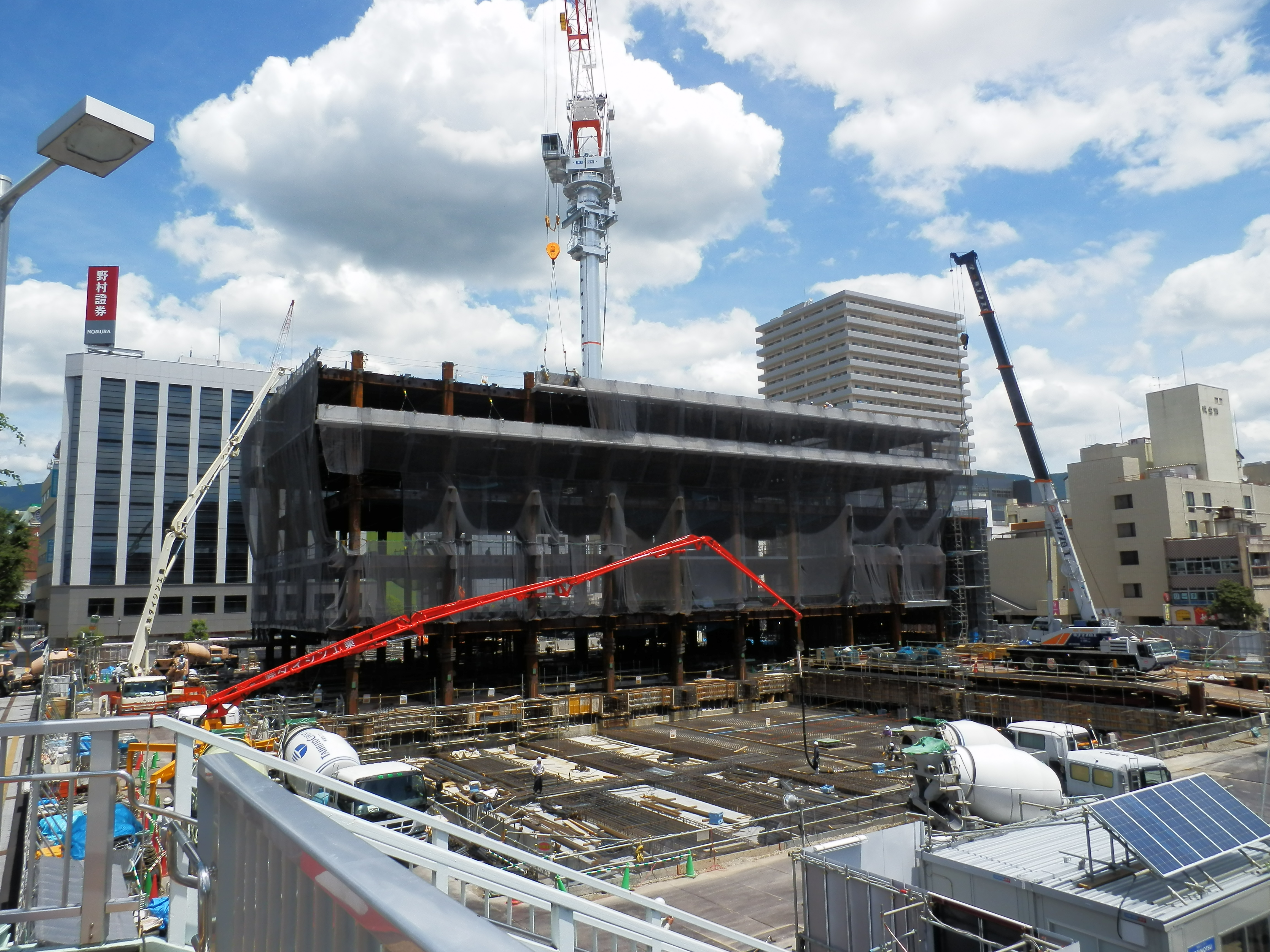
建設中の甲府市役所（2012年7月撮影）
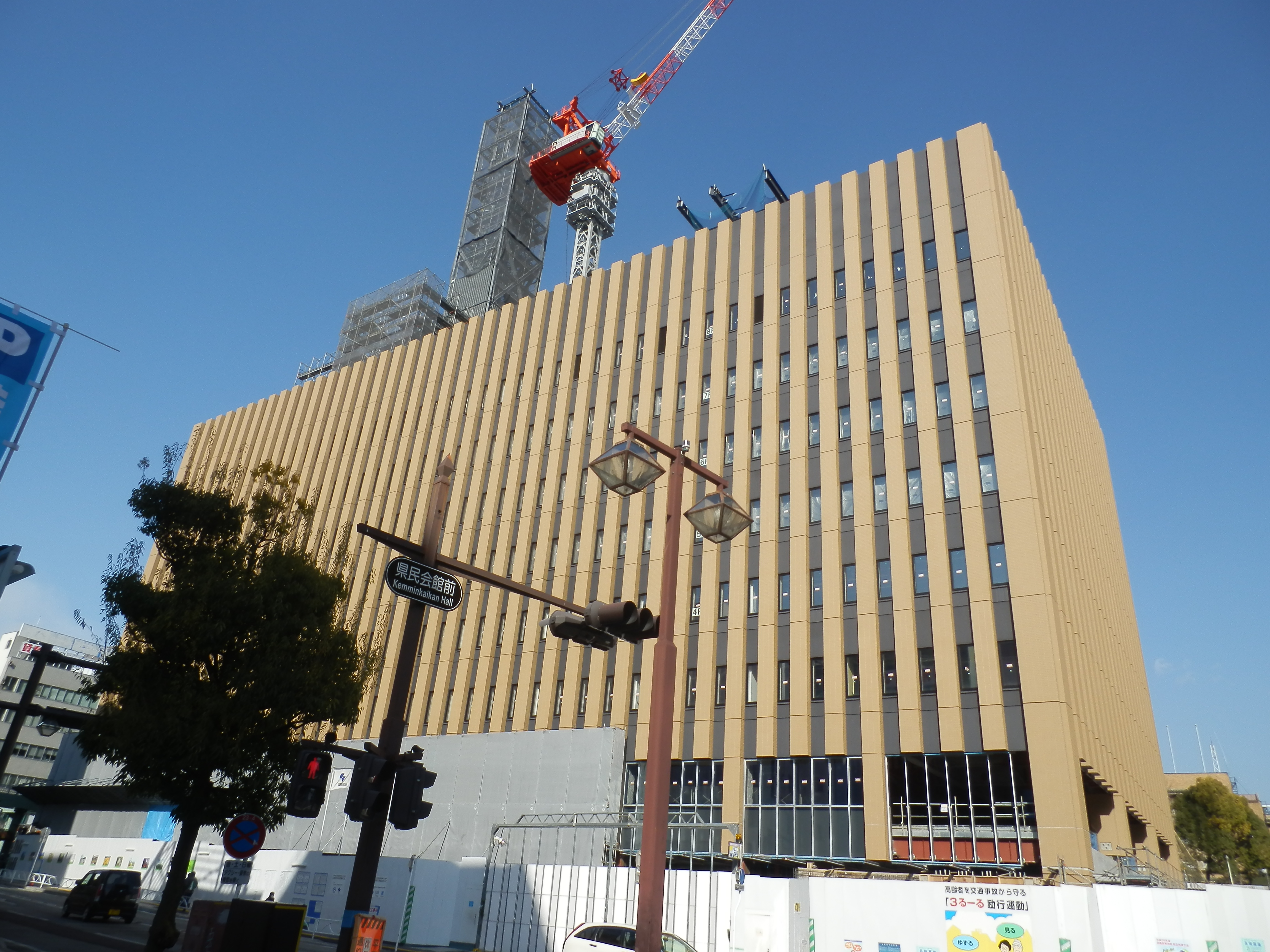
建設中の山梨県防災新館（2013年1月撮影）